# ستيف كارتر (لاعب كرة قدم)
ستيف كارتر (بالإنجليزية: Steve Carter)‏ هو لاعب كرة قدم بريطاني، ولد في 23 أبريل 1953. لعب مع مانشستر سيتي ونادي بورنموث.